# Robert Dinesen

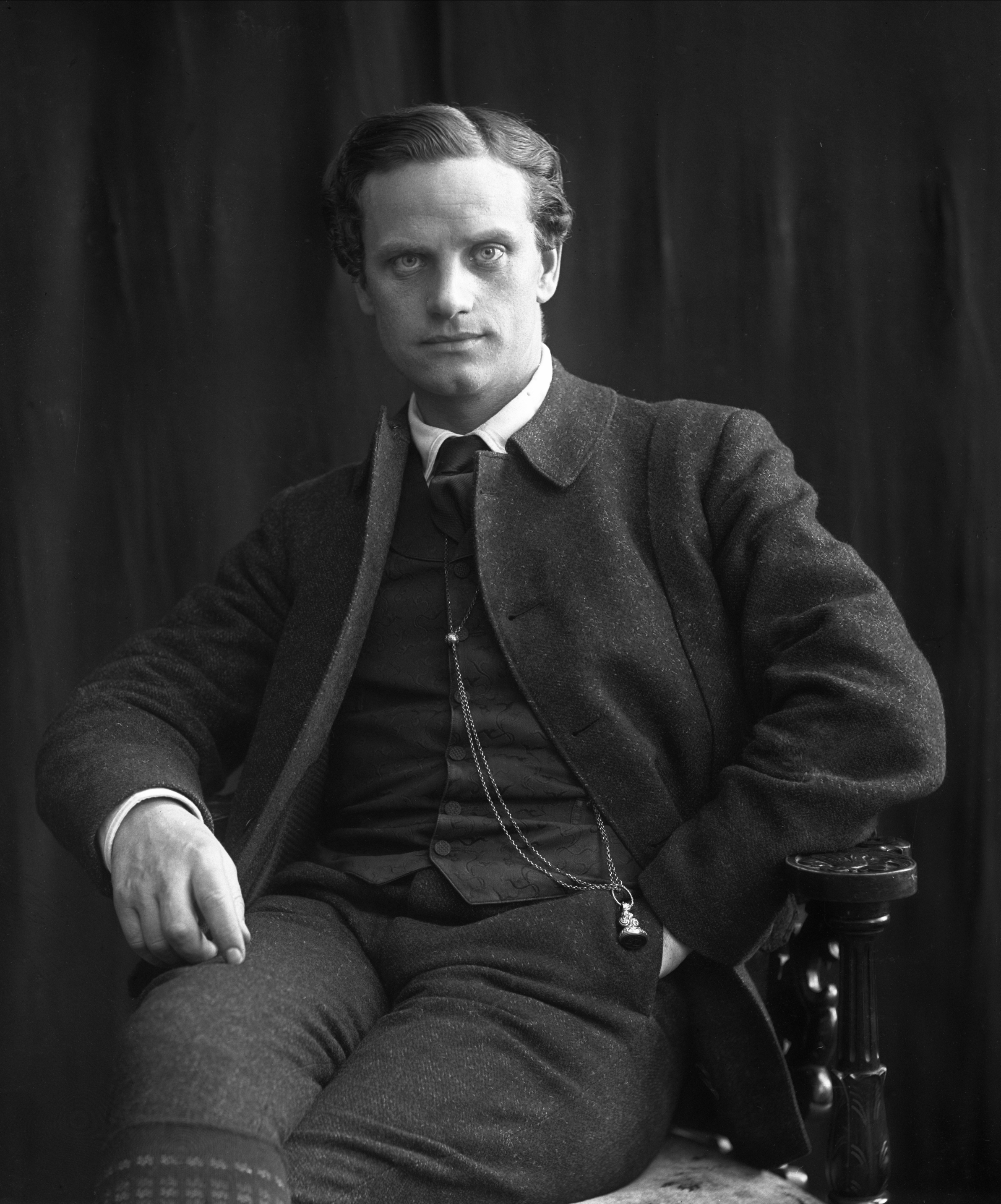
Robert Dinesen (1907)

Robert Theodor Louis Camillo Dinesen (* 23. Oktober 1874 in Kopenhagen; † 8. März 1972 in Berlin) war ein dänischer Schauspieler und Regisseur beim dänischen und deutschen Stummfilm, zugleich einer der erfolgreichsten Pioniere des europäischen Kinos.

## Leben

### Die frühen Jahre in Dänemark
Dinesen begann seine berufliche Laufbahn als Schauspieler in seiner Heimatstadt Kopenhagen und stand an seinem 20. Geburtstag das erste Mal auf der Bühne. Über anderthalb Jahrzehnte blieb er ausschließlich dem Theater verpflichtet, seit dem Jahre 1910 konzentrierte er sich jedoch vollständig auf das noch junge Medium Film.
An der Seite einer anderen Leinwand-Debütantin, der nachmaligen Kino-Legende Asta Nielsen, spielte Dinesen 1910 in dem Drama Abgründe seine erste Filmrolle. Kurz darauf entstand mit der Adaption von Herman Bangs Die vier Teufel 1911 seine erste Filmregie. Bis 1917 blieb Dinesen sowohl als Schauspieler als auch als Regisseur aktiv, drehte bevorzugt Dramen und Melodramen aber auch abenteuerliche und komödiantische Stoffe. Besonders erfolgreich – nicht nur in Dänemark, sondern auch in Deutschland – war Dinesens Inszenierung des ersten Teils einer (von August Blom und dem Deutschen Max Mack 1918 bzw. 1920 fortgesetzten) Trilogie Die Lieblingsfrau des Maharadschas.

### Karriere in Deutschland

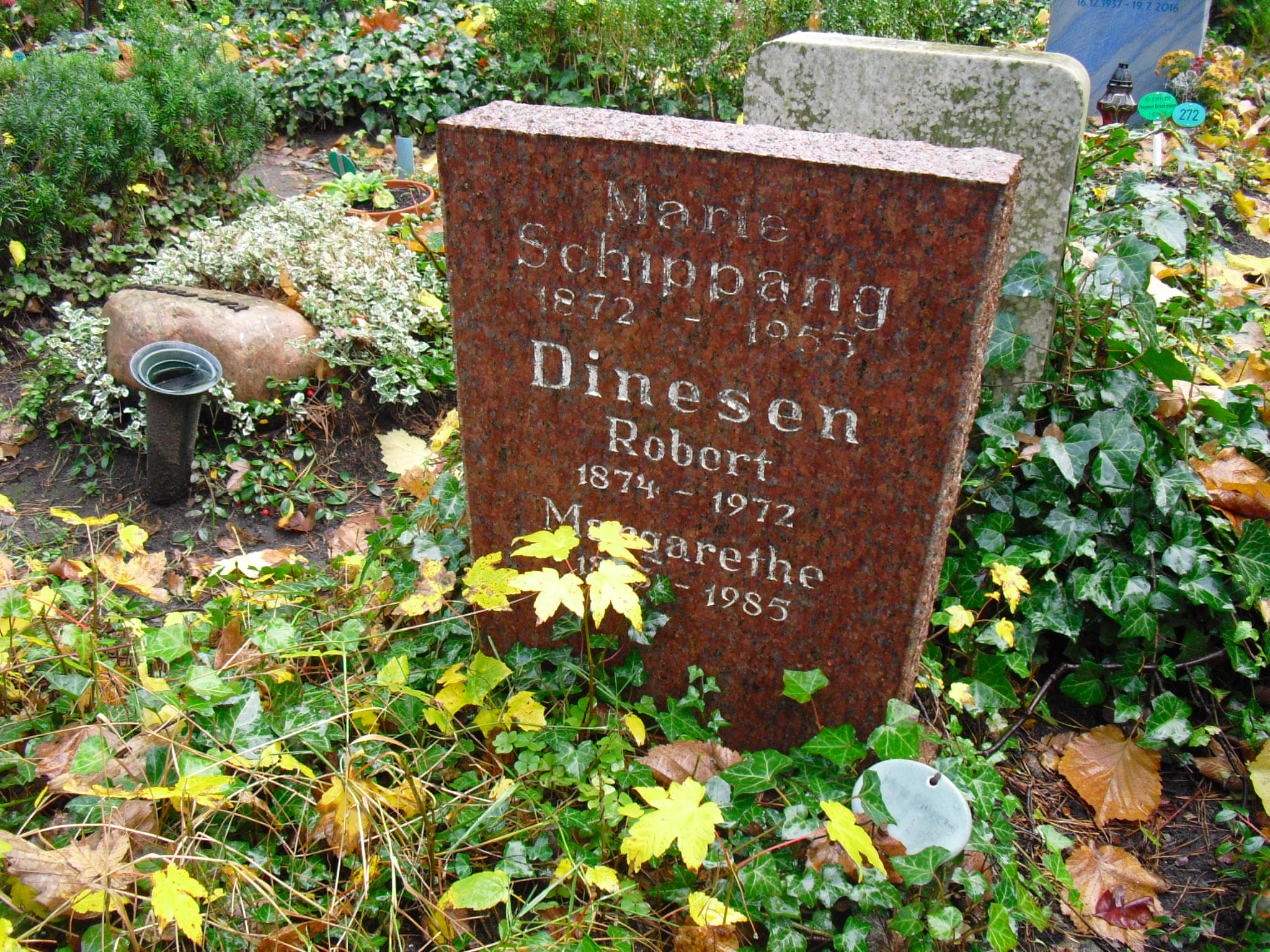
Grab von Robert Dinesen auf dem Friedhof Heerstraße in Berlin-Westend

1919 folgte Robert Dinesen, dessen Filme selbst während des Ersten Weltkrieges weiterhin in den Kinos des deutschen Kaiserreichs anliefen, einer Einladung der Berliner ‘May-Film’ und setzte in der deutschen Hauptstadt seine Regie-Karriere fort. Die weibliche Hauptrolle seines Deutschland-Debüts, „Die Frauen vom Gnadenstein“, übernahm die Schauspielerin Margarete Schön, die bald darauf seine Ehefrau werden sollte.
Dinesens Erfolge in Deutschland waren eher moderat, mit Anbruch des Tonfilm-Zeitalters entschloss er sich – nach insgesamt 163 Inszenierungen – zum Rückzug von der Filmregie. Er arbeitete seitdem als Filmkaufmann und widmete sich mit Leidenschaft der Malerei.
Robert Dinesen starb im März 1972 im Alter von 97 Jahren in Berlin. Beigesetzt wurde er auf dem landeseigenen Friedhof Heerstraße im heutigen Ortsteil Berlin-Westend (Grablage: II-Ur 6-347). Er ruht dort an der Seite seiner 1985 verstorbenen Gattin Margarete Schön.

## Filmografie (Auswahl)

### Schauspieler
| - 1910: Abgründe (Afgrunden) - 1911: De fire djævle - 1911: Vampyrdanserinden - 1911: En rekrut 64 - 1911: Das Recht der Jugend (Ungdommens ret) - 1912: Det farlige spil - 1912: En bryllupsafte - 1912: Den stærkeste - 1912: Hjælpen - 1912: Herzenskämpfe (Hjerternes Kamp) - 1912: Der schwarze Kanzler (Den sorte kansler) - 1912: Montmartre pigen | - 1912: Hjælpen - 1912: Manden med kappen - 1913: Spekulanten (Den store operation) - 1913: Zwei Brüder (Broder mod broder) - 1914: Gar el Hama III - 1915: Om kap med døden - 1915: De stora brœdder - 1916: Livets omkiftelser - 1916: Konkurrencen - 1917: Potifars hustru - 1923: Tatjana |

### Regie
| - 1911: De fire djævle - 1912: Rivalerne - 1912: Hjælpen - 1912: Manden med kappen - 1913: Hammerslaget - 1913: Midnatssolen - 1913: Scenen og livet - 1913: Zwei Brüder (Broder mod broder) - 1913: Spekulanten (Den store operation) - 1914: Gar el Hama III - 1914: Inderpigen - 1914: En skæbe - 1914: Ein Charakter (Arbejdet adler) - 1914: Zigeunerens datter - 1914: Tøffelhelten - 1915: Das Verlobungsauto (Luxuschaufføren) - 1915: Der Tote am Steuer (Favoritten) - 1915: Das Geheimnis der Sphinx (Sfinxens hemmelighed) - 1915: Doctor X - 1915: Die Flucht vor der Liebe oder Eine Gefahr für die Gesellschaft (En fare for samfundet) - 1915: Lyset og livet - 1915: Die Perle des Osires (Mumiens halsbånd) - 1915: Husarenwette (Hjertekrigen på Ravnsholt) - 1916: Konkurrencen - 1916: Den stumme - 1916: Trumpf König (Inkognito) | - 1916: Malkepigenkomtessen - 1916: Prinzeßchen Krinoline (Det gaadefulde Væsen) - 1916: Die Lieblingsfrau des Maharadscha (Maharadjahens yndlingshustru) - 1917: Hotel Paradies - 1917: Potifars hustru - 1917: Mands vilje - 1917/18: Die Flucht vor der Liebe (En fare sor Samfundet) - 1918: Gudebilledet - 1919: Jeftas datter - 1919: Ödets redskap - 1920: Die Frauen vom Gnadenstein - 1921: Der Leidensweg der Inge Krafft - 1921: Die Erbin von Tordis - 1921: Ilona - 1922: Tabea, stehe auf ! - 1923: Tatjana - 1924: Thamar, das Kind der Berge - 1924: Claire - 1924: Malva (auch Drehbuchbeteiligung) - 1924: Im Namen des Kaisers - 1925: Die Feuertänzerin (auch Drehbuchbeteiligung) - 1925: Wenn die Liebe nicht wär’ (auch Drehbuchbeteiligung) - 1927: Die Hölle der Jungfrauen - 1928: Ariadne im Hoppegarten - 1929: Der Weg durch die Nacht (nicht aufgeführt) |